# Microsoft Dynamics
Microsoft Dynamics — линия программных приложений для планирования ресурсов предприятия (ERP) и управления взаимоотношениями с клиентами (CRM), разработанных компанией Microsoft.

## История
В 1983 году в Копенгагене была основана компания PC&C ApS по продаже бухгалтерского программного обеспечения малому бизнесу. После первых успехов, компания переименовалась в Navision Software и начала расширение на международные рынки.
В 1990-е Navision начала предлагать приложение под названием Navision Financials 1.0, решение по учёту и планированию корпоративных ресурсов для операционной системы Microsoft Windows 2000 Professional. В 2000 году Navision объявили о слиянии с конкурентами Damgaard.
После приобретения Great Plains Software в 2000 году, в 2002-м компания Microsoft купила Navision за $1,45 миллиарда и создала новый отдел, занимающийся бизнес-решениями, Microsoft Business Solutions, продолжая использовать в продукции название бренда Navision. К 2006 году у Microsoft возникла необходимость объединить все бренды Microsoft Business Solutions в один. В результате ребрендинга совокупность продуктов получила название Microsoft Dynamics.
В апреле 2010 года компания Trefis, занимающаяся аналитикой фондовых рынков, заявила, что прибыль Microsoft от сегмента Dynamics выросла с $920 000 000 в 2006 году до $1 250 000 000 в 2009 году.
В 2020 году аналитическое агентство Forrester выпустило отчёт "TEI Report | Microsoft Dynamics 365", в котором назвало Business Central не ERP-системой, а DOP – digital operations platform (платформой для цифровых операций). Системы такого класса создаются для повышения гибкости бизнеса и эффективности операционной деятельности. 
В основном, приложения Microsoft Dynamics реализуются через сеть партнёров по перепродажам, предоставляющих специализированные услуги. Партнёры по перепродаже адаптируют общее программное приложение под нужды конкретного заказчика, поэтому немногие установки производятся без их помощи.

## Компоненты
Microsoft Dynamics ERP — это семейство продуктов для планирования ресурсов предприятия, ориентированных, в первую очередь, на средний бизнес с простой корпоративной структурой и производственной системой низкой и средней сложности. Microsoft Dynamics ERP предоставляет средства для управления организацией (цепочки поставок, закупок и управления персоналом, финансы, проекты совместной работы и др.).
Семейство включает в себя четыре первичных продукта:
- Microsoft Dynamics AX (ранее Axapta) — решение по управлению финансовыми и человеческими ресурсами, операционной деятельности, в т.ч. в  сфере производства, розничной торговли и финансовых услуг.

- Microsoft Dynamics GP (ранее Great Plains Software) — решение по планированию ресурсов предприятия (ERP) для малого и среднего бизнеса, с функциями управления финансами, сотрудниками и цепочками поставок (в России и странах СНГ не продается и не поддерживается).

- Microsoft Dynamics NAV (ранее Navision) — решение для малого и среднего бизнеса, с функциями управления финансами, сотрудниками, цепочками поставок.

- Microsoft Dynamics SL (ранее Solomon IV) — решение для поддержки расширения бизнеса, разработанное для проектных организаций в Северной Америке. (в России и странах СНГ не продаётся и не поддерживается)

Microsoft Dynamics CRM — пакет программного обеспечения для управления взаимоотношениями с клиентами от Microsoft, который обеспечивает возможности для сферы услуг, продаж и маркетинга.

## Связанные решения
Microsoft Dynamics также включает ряд связанных решений:
- Microsoft Dynamics C5 (ранее Concorde C5)
- Microsoft Dynamics Management Reporter — приложение для финансовой отчётности и анализа. Его главной функцией является создание отчётов о доходах, состоянии счета, денежных потоках и других финансовых деклараций. Отчёты могут быть сохранены и упорядочены в специальной библиотеке.
- Microsoft Dynamics RMS (ранее QuickSell 2000)
- Microsoft Dynamics POS 2009
- MarketingPilot
- Netbreeze
- Parature
- Microsoft Dynamics Sure Step — методические материалы, которые содержат рекомендации, стратегии управления проектами, инструменты и шаблоны, используемые для внедрения продуктов Microsoft Dynamics.